# 吉田尚記のコミパラ!with 里崎智也
『吉田尚記のコミパラ! with 里崎智也』（よしだひさのりのコミパラ! ウィズ さとざきともや）はニッポン放送で2016年9月30日から2019年3月30日まで放送していたトーク番組。改題前は『吉田尚記のコミパラ!』。

## 番組概要
2016年10月、ニッポン放送の平日ナイターオフ番組であった、『里崎智也と吉田尚記 今夜もオトパラ!』の内包番組として放送開始。
翌年、ナイターインとなった、2017年4月から単独番組として放送開始。番組構成は、双方共に漫画マニアで、「マンガ大賞」の発起人でもある吉田と、漫画好きな里崎が注目されているコミックをピックアップして紹介し、トークする。
2018年10月から冠スポンサーがスマートフォン向け電子コミックサービス「LINEマンガ」に変更され、放送時間帯もナイターオフの週末に戻った。

## 出演者
- 吉田尚記（ニッポン放送アナウンサー）
- 里崎智也（ニッポン放送ショウアップナイター解説者）

## 放送時間
ナイターオフシーズン
- 2016年9月30日 - 2017年3月24日
  - 毎週金曜 19:43-19:53（『今夜もオトパラ!』に内包。聴取率調査週間時ならびにニッポン放送でショウアップナイターが放送された日は、ネット局も含めて放送休止[5]）
- 2017年10月8日 - 2018年4月1日
  - 毎週日曜 20:00-20:10[6]
- 2018年10月6日 - 2019年3月30日
  - 毎週土曜 19:45-19:55（『高嶋ひでたけと里崎智也 サタデーバッテリートーク』に内包）[7][8]

※ナイターオフシーズンの間は、内包番組のネット局でもそのまま放送されるが、スポンサーについてはローカルセールス扱いとなる。ネット局は各内包番組の記事を参照のこと。
ナイターシーズン
- 2017年4月5日 - 2017年9月27日、2018年4月4日 - 2018年9月26日
  - 毎週水曜 21:30-21:40（ショウアップナイター延長により放送休止の場合あり）

### 特別番組
2017年
- 10月26日：オールナイトニッポン MUSIC10 吉田尚記のコミパラ!with里崎智也 秋の夜長のマンガスペシャル[9]（22:00 - 23:50）
- 12月29日：ニッポン放送イヤーエンドスペシャル 吉田尚記のコミパラ！with 里崎智也〜年の瀬のオススメ漫画〜[10]（14:00 - 16:00）